# Transneft
Transneft (Russisch: Транснефть) is een Russisch staatsbedrijf dat het beheer van de aardoliepijpleidingen van het land in handen heeft. Het bedrijf heeft zijn hoofdkantoor in Moskou en is genoteerd aan de RTS.
Transneft ("transport van olie") werd opgericht in 1993 uit Glavtransneft, het Departement voor transport en levering van aardolie van de Sovjet-Unie.

## Activiteiten
Per eind 2017 beschikte Transneft over het grootste aardoliepijpleidingsysteem ter wereld met een totale lengte van 68.400 kilometer, waarvan 53.000 km voor het transport van ruwe olie en 16.000 km voor het transport van olieproducten. Er werken zo'n 114.000 mensen bij het bedrijf. Het bedrijf had in 2017 een marktaandeel van 85% in het transport van ruwe olie per pijplijn en ruim een kwart van de markt voor het vervoer van olieproducten. Voor de ruwe olie transport is de enige concurrent in het land het Kaspisch Pijpleidingenconsortium, waarin Transneft een minderheidsbelang heeft, en de spoorwegen zijn zeer groot in het vervoer van olieproducten. Ongeveer de helft van de ruwe olie wordt getransporteerd naar Russische raffinaderijen en de rest gaat naar het buitenland.
In de onderstaande figuur een overzicht van de vervoerde volumes sinds 2006.
| in miljoenen tonnen | 2006  | 2010  | 2011  | 2012  | 2013  | 2014  | 2015  | 2016  | 2017  | 2018 | 2019 |
| ------------------- | ----- | ----- | ----- | ----- | ----- | ----- | ----- | ----- | ----- | ---- | ---- |
| Aardolie            | 458,2 | 465,7 | 471,7 | 480,4 | 481,1 | 477,5 | 481,4 | 483,4 | 477,5 | 480  | 485  |
| Olieproducten       | 27,1  | 30,4  | 29,3  | 27,5  | 31,0  | 31,2  | 32,2  | 33,1  | 33,1  | 39,2 | 37,8 |

De export gaat via pijplijnen of via een van de vier grote zeehavens. De Droezjba-pijpleiding brengt olie naar Centraal en Oost Europa en verder zijn er pijplijnen naar de Volksrepubliek China. In 2016 transporteerde de Droezjba-pijpleiding ruim 50 miljoen ton olie en naar China werd 23,5 miljoen ton geëxporteerd. Van de exporthavens is Primorsk met 50 miljoen ton in 2016 de grootste, gevolgd door Kozmino aan de Russische oostkust met 32 miljoen ton en Novorossiejsk en Oest-Loega, beide ongeveer 30 miljoen ton, stonden op plaats 3 en 4.
Het exportnetwerk van Transneft bestaat uit vier belangrijke onderdelen:
- Het belangrijkste eigendom is de Droezjba-pijpleiding. Deze pijpleiding werd aangelegd in 1964 door de Sovjet-Unie voor het olietransport van Centraal-Rusland (Europees-Rusland) naar Europa.
- Verder beschikt Transneft over het Baltisch Pijpleidingsysteem (BPS). Deze bestaat uit twee lijnen, BPS-2 en BPS-2. Door BPS-1 stroomt olie van de olievelden in West-Siberië en Timan-Petsjora naar de exporthaven Primorsk aan de Oostzee. BPS-2 heeft als eindpunt de terminal in Oest-Loega aan de Finse Golf.
- Eind 2012 is de 4130 kilometer lange Oostelijke oliepijpleiding (Oost-Siberië - Grote Oceaan-pijpleiding of VSTO) naar de nieuwe olieterminal in Kozmino aan de Japanse Zee volledig in gebruik genomen. Hiermee worden nieuwe afzetmarkten voor olie in het Verre-Oosten geopend.
- In het zuiden liggen leidingen van het Kaspisch Pijpleidingenconsortium naar de olie-exporthaven Novorossiejsk aan de Zwarte Zee kust. Hierdoor wordt ook olie vervoerd dat afkomstig is van Kazachstan.

Voor de opening van de Oostelijke oliepijpleiding namen de drie onderdelen grotendeels het vervoer van ruwe olie in Rusland voor hun rekening. Alle drie hadden ongeveer een gelijk aandeel in de totale Russische olie-export.
In januari 2008 werd Transnefteproduct een volledige dochtermaatschappij van Transneft. Transneftproduct heeft een leidingnetwerk van 18.746 kilometer in Rusland, Oekraïne en Wit-Rusland.
In september 2018 kocht Transneft 50% van de aandelen in Omirico Limited. Deze laatste heeft een aandelenbelang van 50,1% in de Zeehandelshaven van Novorossiejsk (NCSP). Transneft had al de helft van de aandelen in Omirico en heeft nu alle aandelen in handen en daarmee ook een meerderheidsbelang van 63% in NCSP. Voor deze aandelentransactie was het belang 37%.
De omzet van het bedrijf in Rusland bedroeg in 2021 9,6 miljard euro.
Transneft is een monopolist. De Federal Tariff Agency is door de staat aangewezen als toezichthouder en stelt de tarieven voor het vervoer van olie vast. Bij de bepaling van de tarieven wordt rekening gehouden met de noodzakelijke kosten voor het transport, het in stand houden, moderniseren en uitbreiden van het netwerk en een vergoeding voor de verstrekkers van het vermogen aan de onderneming.

## Aandeelhouders
Van de gewone aandelen, die 78% van het kapitaal uitmaken, is 100% in handen van de staat. Wel is er vrije handel in preferente aandelen.
Acron ·
Aeroflot ·
AFK Sistema ·
ALROSA ·
Bashneft ·
Beurs van Moskou ·
DIXY ·
FGC UES ·
FosAgro ·
Gazprom ·
Inter RAO UES ·
LSR Group ·
LUKOIL ·
Magnit ·
Mechel ·
MegaFon ·
MMK ·
Mosenergo ·
MTS ·
M.video ·
Moskou Credit Bank ·
Norilsk Nikkel ·
Novatek ·
Novolipetsk Steel ·
Oeralkali ·
PIK Group ·
Polymetal ·
Polyus ·
Rosneft ·
Rosseti ·
Rostelecom ·
RusHydro ·
Rusagro ·
Rusal ·
Sberbank ·
Severstal ·
Soergoetneftegaz ·
Tatneft ·
TMK ·
Transneft ·
VTB bank ·
Unipro ·
United Wagon Company ·
Yandex ·
Zeehandelshaven van Novorossiejsk
Aeroflot ·
FGC UES ·
Gazprom ·
Gazprom neft ·
Inter RAO UES ·
LUKOIL ·
Magnit ·
Mechel ·
MMK ·
Mosenergo ·
MTS ·
MRSK Holding ·
Norilsk Nikkel ·
Novatek ·
Novolipetsk Steel ·
Oeralkali ·
OGK-3 ·
Raspadskaya ·
Rosneft ·
Rostelecom ·
RUSAL ·
RusHydro ·
Sberbank ·
Severstal ·
Soergoetneftegaz ·
Tatneft ·
Transneft ·
VTB bank